# Download e upload

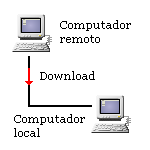
Exemplo de download entre dois computadores pessoais.

Em tecnologia, download e upload, em português descarregamento/transferência e carregamento (substantivos) ou, descarregar/transferir e carregar (verbos), são termos, no âmbito da comunicação em redes de computadores, utilizados para referenciar a transmissão de dados de um dispositivo para outro através de um canal de comunicação previamente estabelecido.
O uso mais comum do termo download está relacionado com a obtenção de conteúdo da Internet, onde um servidor remoto hospeda dados que são acessados pelos clientes através de aplicativos específicos que se comunicam com o servidor através de protocolos preestabelecidos, como é o caso dos navegadores que acessam os dados de um servidor normalmente utilizando o protocolo HTTP. De forma análoga, o termo upload faz referência à operação inversa a do download, isto é, ao envio de conteúdo à Internet.
Apesar de serem termos com sentidos opostos, do ponto de vista técnico, a distinção de um processo de transmissão entre download ou upload pode ser associada a uma questão de perspectiva, pois sempre que um dispositivo faz download o dispositivo que interage com ele, faz upload e vice-versa. No entanto, essa distinção é normalmente feita considerando a participação do dispositivo que iniciou a transmissão de dados, seja obtendo ou disponibilizando.

## Termo
Os verbos em inglês "to download" e "to upload" são comummente utilizados como substantivos no português com o auxílio do verbo "fazer" quando indica ação, como ocorre nas frases:
- "Você precisa fazer o download do arquivo."
- "Vou fazer o upload das fotos."
- "Fiz o download do programa."
- "Deu erro no upload do arquivo."

Nesses casos, download por vezes é substituído por verbos que, no contexto de tecnologia, carregam o mesmo significado como baixar, descarregar, transferir, obter, pegar, puxar e sacar; da mesma forma que upload por vezes também é substituído pelos verbos carregar, enviar, mandar e subir, dando origem a frases como:
- "Você precisa baixar o arquivo."
- "Descarrega já a nossa nova aplicação."
- "Vou enviar as fotos."
- "Baixei o programa."
- "Deu erro ao subir o arquivo."
- "Transfira o ficheiro."

## Uso popular
Embora o acesso de qualquer informação remota (como páginas web, texto e imagens) seja sempre feito através do download prévio do conteúdo, com a posterior exibição do conteúdo armazenado localmente, o uso popular do termo download se limita a referenciar o conteúdo que é obtido de um dispositivo remoto para visualização posterior (offline), como um documento ou aplicativo. Nesses casos, os aplicativos que fazem o download normalmente oferecem recursos que permitem que o usuário selecione o local onde os dados devem ser salvos.
Já o uso popular de upload se limita a referenciar as transmissões de arquivos previamente selecionados do dispositivo, como fotos e documentos, para um servidor remoto (como ocorre ao enviar de fotos para uma rede social ou ao anexo arquivos a uma mensagem em um webmail). Muito embora, as operações de requisição de páginas web e envio de formulários web também consistam no envio de informações para servidores remotos e não sejam usualmente chamadas de upload.
A transmissão de videoconferência também configura um processo de download (para quem assiste) e upload (para quem produz), muito embora esses termos raramente sejam associados a essa forma de transmissão, onde é preferido o termo "transmissão contínua" (streaming, em inglês).